# アンテロープ (フリゲート)
アンテロープ（F170 Antelope）は、イギリス海軍の21型フリゲート。フォークランド戦争で沈没した。

## 設計
フォークランド紛争には、近代化改装が施される前に投入されているため、結果的にエグゾセを装備しない唯一の21型となった。

## 艦歴

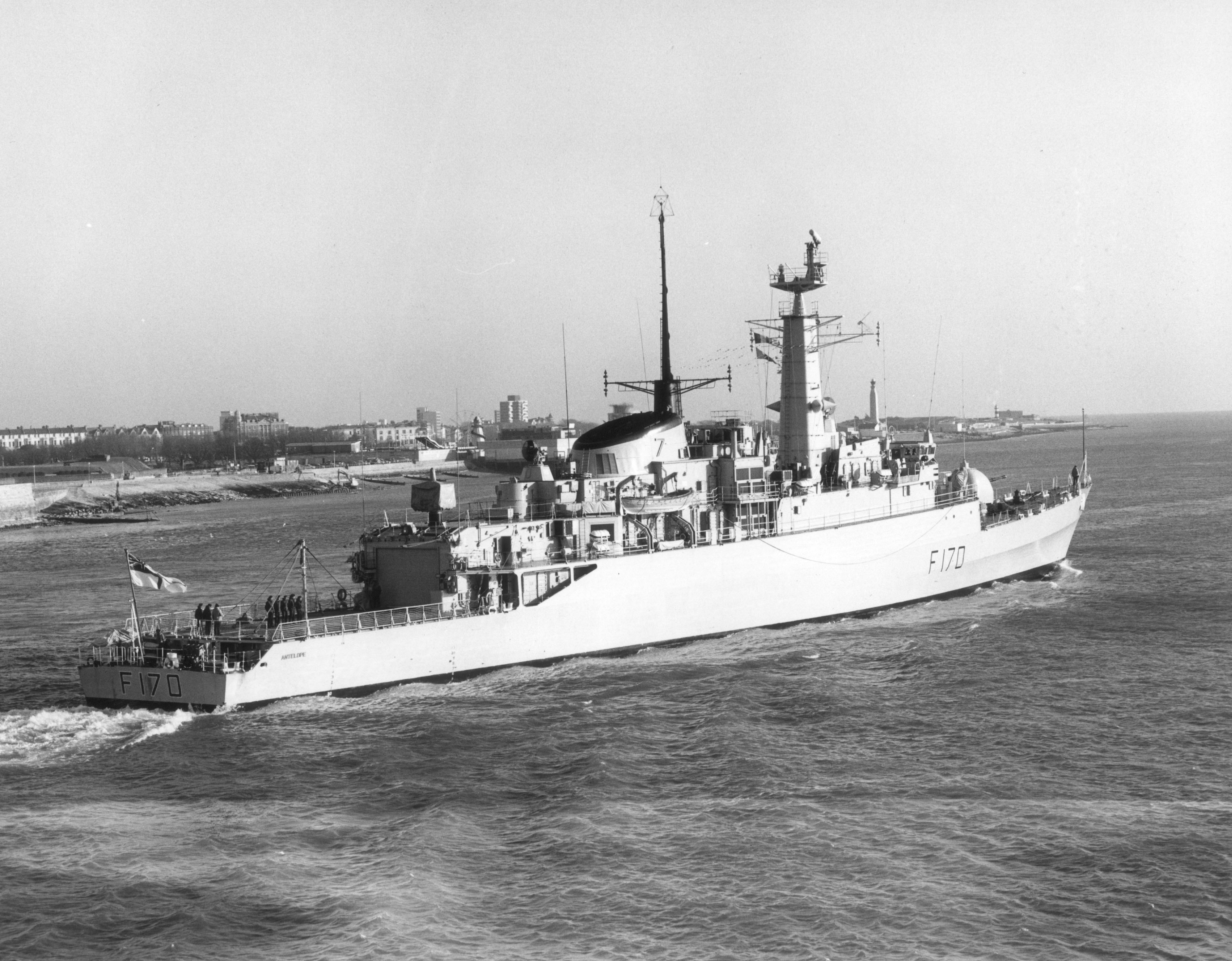
船尾から見たアンテロープ

1971年3月23日、ヴォスパー・ソーニクロフトのサウザンプトンの造船所で起工され、1972年3月16日進水、1975年7月19日に就役した。
1977年、アンテロープはエリザベス2世の戴冠25周年を祝う観艦式に第7フリゲート戦隊の一員として参加した。

### フォークランド紛争
1982年5月21日、アンテロープは作戦海域に到着してフォークランド紛争に参加した。1982年5月23日、2日前に確保された橋頭堡を保護するため、サンカルロス湾の入口で防空任務についていたアンテロープは、アルゼンチン空軍の第5航空群に所属するA-4Bスカイホーク4機の攻撃を受けた。
最初の2機のスカイホークは船尾方向から飛来した。編隊長機は、アンテロープが発射したシーキャットSAMが翼下で爆発したため、攻撃を中止して離脱した。操縦していたPablo Carballo大尉は、損傷した機体をいたわりリオ・ガジェゴス空軍基地に帰投することに成功した。僚機が投弾した1,000ポンド爆弾はアンテロープの右舷に着弾したが、不発弾だった。この着弾により乗員1名（Steward Mark R. Stephens）が死亡した。スカイホークは対空砲火によって損害を受けた。
残りの2機のスカイホークは、数分後に右舷方向から攻撃を行った。Luciano Guadagnini中尉の操縦する1機は、20mm機関砲の射撃を受けてアンテロープのレーダマストに衝突した。Guadagnini中尉は死亡し、搭載していた爆弾は艦の外板を貫通したが爆発しなかった。アンテロープは、5機目の攻撃機と思われた機体に対してもシーキャットSAMを発射したが、それは Carballo 大尉の機体だった。このミサイルは命中しなかったが、大尉の機体のコックピットから10 メートル未満のところを通過した。
初期のダメージコントロールの努力により、より安全な海域に後退したアンテロープは、陸軍工兵隊の2人の爆弾処理技術者を乗艦させて、2発の不発弾の信管を除去しようとした。1発は残骸のためアクセスできず、もう1発は損害を受けて、特に危険な状態にあると考えられた。爆弾処理班は遠隔手段で不発弾の信管を除去しようとしたが、3回の試みは失敗した。小型の爆発物を使った4回目の試みにより不発弾は爆発、作業に当たっていたジェームズ・プレスコット軍曹が死亡し、フィリップス下級准尉が重傷を負った。
アンテロープは、爆発により外板が喫水線からファンネルまでこじ開けられ、両舷の機関室で発生した火災は艦内に非常に速く広がった。艦内の全電力を喪失したため、ニック・トービン艦長は、総員退艦を指示した。艦長が最後に艦を離れ、そのおよそ5分後にミサイル弾薬庫が爆発し始めた。揚陸艦「フィアレス」に搭載されていたLCVP Mk2（コールサイン：フォックストロット7）が41名のクルーを救助し、艇長のアラン・ホワイト海兵隊伍長は、艦隊司令官のサー・ジョン・フィールドハウス提督から表彰を受けた。フォックストロット7は、1986年にポーツマスのイギリス海兵隊博物館へ寄贈され、2001年に修復されて展示されている。
アンテロープの爆発は一晩中続き、翌日、船体は浮かんでいたが、キールが折れ、上部構造物はねじれ溶けた金属の山となっており、その日うちに半分に折れて沈没した。アンテロープの終焉の映像や写真はフォークランド紛争の象徴的なイメージの一つとなり、繰り返し引用されている。
2002年1月27日、23型フリゲート「モントローズ」から潜水したダイビングチームにより、アンテロープの海軍旗が交換された。アンテロープの残骸は、フォークランド諸島の沈没船に関する法の保護下にあり、立入禁止区域に指定されている。